# Штаєрберг
Штаєрберг (нім. Steyerberg) — сільська громада в Німеччині, розташована в землі Нижня Саксонія. Входить до складу району Нінбург.
Площа — 101,92 км2. Населення становить 5218 ос. (станом на 31 грудня 2021).